# حاجی‌آباد کوهپایه
حاجی‌آباد کوهپایه، روستایی از توابع بخش مرکزی شهرستان کردکوی در استان گلستان ایران است.

## جمعیت
این روستا در دهستان چهارکوه قرار دارد و براساس سرشماری مرکز آمار ایران در سال ۱۳۸۵، جمعیت آن ۲۳۰ نفر (۶۴خانوار) بوده‌است.